# Comuna Oleksiivka, Iuriivka
Oleksiivka (în ucraineană Олексіївка) este o comună în raionul Iuriivka, regiunea Dnipropetrovsk, Ucraina, formată din satele Fedorivske, Novociornohlazivske, Oleksiivka (reședința), Pșenîcine, Sokilske și Uleanivka.

## Demografie
Componența lingvistică a satului Oleksiivka
     Ucraineană (93,36%)
     Rusă (5,54%)
     Alte limbi (0,55%)
Conform recensământului din 2001, majoritatea populației satului Oleksiivka era vorbitoare de ucraineană (93,36%), existând în minoritate și vorbitori de rusă (5,54%).